# Sông Cám
Sông Cám hay Cám Giang là một trong 7 chi lưu lớn của sông Trường Giang, là con sông lớn nhất trong tỉnh Giang Tây, chảy theo hướng nam bắc xuyên qua tỉnh Giang Tây. Sông Cám dài 991 km, trong đó chủ lưu dài 751 km, lưu vực diện tích 83.500 km².

## Tên gọi
Cám (赣/贛), thời cổ đại viết là Cám (灨). Trước thời kỳ nhà Tần sông Cám Giang được gọi là Dương Hán, thời nhà Hán gọi là Hồ Hán, tên gọi Cám thủy xuất hiện lần đầu tiên trong "Sơn Hải kinh" quyển 13 phần "hải nội đông kinh": "Cám thủy xuất phát từ Nhiếp Đô sơn, chảy theo hướng đông bắc, chảy vào phía tây đầm Bành."
Về nguồn gốc tên gọi của Cám Giang có 2 thuyết là thuyết Chương Cống hợp lưu và thuyết người khổng lồ Cám:
- Thuyết Chương Cống hợp lưu là thuyết phổ biến từ lâu. Sông Chương (Chương Thủy) và sông Cống (Cống Thủy) tại Cám Châu hợp lưu tạo thành Cám Giang. Về mặt ký tự, bên trái là chữ Chương (章), bên phải là chữ Cống (貢) hợp lại thành chữ "Cám" (贑), giống như trên thực tế với bên tả ngạn là Chương Thủy, bên hữu ngạn là Cống Thủy. Tuy nhiên, thuyết này có vấn đề do chữ "Cám" có từ trước thời kỳ nhà Tần, nhưng chữ "Cống" chỉ có từ thời kỳ nhà Đường trở về sau.
- Thuyết người khổng lồ Cám lần đầu tiên xuất hiện trong "Sơn Hải kinh•hải nội kinh": "Phương Nam có giống người khổng lồ Cám, mặt người tay dài, thân hình đen có lông, gót chân ngược." Quách Phác (276-324) thời nhà Tấn có ghi chú cho "Sơn hải kinh": "Nay ở quận Nam Khang Giao Châu giữa vùng núi sâu có sinh vật đó. Cao cỡ một trượng[1], gót chân ngược, chạy khỏe, tóc rậm, hay cười.... Nam Khang nay có Cám Thủy, vì có giống người, nhân đó lấy làm tên gọi."

## Nguyên lưu
Nhánh phía đông xuất phát từ ngọn núi Hoàng Trúc thuộc dãy núi Vũ Di trong địa phận huyện Thạch Thành, gọi là Miên Thủy, chảy qua Thụy Kim, tại Hội Xương cùng Tương Thủy hợp lưu, gọi là Cống Thủy, chảy qua các huyện Vu Đô, Cám, quận Chương Cống, là chủ lưu của Cám Giang.
Nhánh phía tây là Chương Thủy, phát nguyên tại động Trương Sài trong núi Nhiếp Đô thuộc huyện Sùng Nghĩa, chảy qua các huyện Đại Dư, Thượng Do, huyện cấp thị Nam Khang, huyện Cám, tại quận Chương Cống hợp lưu với Cống Thủy tạo thành Cám Giang.
Hai sông Chương, Cống tại quận Chương Cống thuộc địa cấp thị Cám Châu hợp lưu gọi là Cám Giang. Sông này chảy ngoằn ngoèo về hướng bắc, qua các huyện Vạn An, Thái Hòa, Cát An, các quận Cát Châu, Thanh Nguyên, các huyện Cát Thủy, Hiệp Giang, Tân Can, các huyện cấp thị Chương Thụ, Phong Thành tới các huyện Tân Kiến, Nam Xương trong địa cấp thị Nam Xương rồi phân ra thành 4 phân lưu chảy vào hồ Bà Dương.
Phần thượng du sông Cám là miền núi, có nhiều chi lưu, với các chi lưu chủ yếu là Tương Thủy, Liêm Giang, Mai Giang, Bình Giang, Đào Giang, Thượng Do Giang v.v, hợp lưu với Chương Thủy hay Cống Thủy.
Đoạn chảy tới Tân Can là trung du. Cho tới Vạn An, do lòng sông xẻ dọc theo vách núi nên có nhiều hẻm hẹp và thác ghềnh với nước chảy xiết, nhưng sau khi trạm thủy điện Vạn An được xây dựng thì nhiều thác ghềnh đã biến mất. Từ Vạn An trở đi, lòng sông chảy vào bồn địa Cát Thái, lòng sông mở rộng, dòng chảy chậm lại, hai bên có các chi lưu như Cô Giang, Toại Xuyên Giang, Thục Thủy, Hòa Thủy, Lang Thủy nhập vào, lưu lượng dòng chảy tăng mạnh. Đoạn từ Cát Thủy tới Tân Can, cắt qua núi Vũ Công, tạo ra một hẻm núi dài.
Từ Tân Can trở đi là hạ du, địa hình đồi núi mất dần, lòng sông mở rộng, dòng chảy chậm lại. Ở đây có các chi lưu như Viên Thủy và Miên Hà hợp lưu.

## Lưu lượng và vận tải
Lưu vực sông Cám Giang có khí hậu ôn hòa, mưa gió nhiều, lượng giáng thủy bình quân năm ước đạt 1.400-1.800 mm. Lưu lượng dòng chảy bình quân năm đạt 687x108 m³ (2.178 m³/s), tương tự như sông Hoàng Hà, nhưng do lượng giáng thủy phân bố không đều, lòng sông nông, nên vận chuyển chủ yếu ở đoạn trung du và hạ du, sau khi trạm thủy điện Vạn An hoàn thành thì có cải thiện chút ít, với các tàu thuyền trọng tải 100-300 tấn có thể lưu thông. Thủy năng tiềm tàng đạt 3,6 triệu kilôwatt, với trạm thủy điện Vạn An hiện tại là trạm thủy điện lớn nhất ở Giang Tây.

## Khác
Men theo Cám Giang (Chương Thủy) về thượng nguồn là Mai Quan cổ đạo (đường cổ Mai Quan) xuyên qua núi Đại Dữu tới huyện cấp thị Nam Hùng thì gặp sông Bắc Giang. Con đường này được khai phá từ thời nhà Đường, cho tới năm 1936 khi Đường sắt Bắc Kinh-Quảng Châu đi vào sử dụng thì nó là con đường chủ yếu đi xuống Lĩnh Nam.